# Chazeuil (Nièvre)
Chazeuil – miejscowość i gmina we Francji, w regionie Burgundia-Franche-Comté, w departamencie Nièvre.
Według danych na rok 1990 gminę zamieszkiwało 39 osób, a gęstość zaludnienia wynosiła 8 osób/km² (wśród 2044 gmin Burgundii Chazeuil plasuje się na 871. miejscu pod względem liczby ludności, natomiast pod względem powierzchni na miejscu 1243.).